# Блок 32
Блок 32 је стамбено насеље и један од новобеоградских блокова на Новом Београду део месне заједнице Фонтана.

## Положај
Блок се налази у источном делу Новог Београда, на 6 км удаљености од центра Београда..
Оивичен је улицама Булевар Зорана Ђинђића, Булеваром Арсенија Чарнојевића, Булевар уметности и улицом Омладинских бригада.
Око њега се налази Блок 1, Блок 28, Блок 29, Блок 30, Блок 31, Блок 33, Блок 38 и Блок 39.

## Стамбени и други објекти
Стамбене зграде у Блоку 32 познатије као „Универзитетско насеље “, изграђене су за младе научнике који су 2003. године аплицирали за добијање станова.
Прва зграда је изграђена 2004. године, друга 2008. године, док је последња зграда у насељу изграђена и усељена 2015. године.
Поред стамбених објеката у блоку се налазе и :
- Седиште оператера Телеком Србија
- Амбасада Републике Словачке
- Црква Светог великомученика Димитрија
- Фонд за пензијско и инвалидско осигурање
- Пошта
- Вртић Чаролија
- Седиште Јумбес банке

У блоку се налази и трафостаница, због чије изградње су становници Блока 32 и околних блокова протестовали
И велики број других услужних, занатских, трговинских и пословних објеката.

## Саобраћај
До блока се градским превозом које обезбеђује ГСП Београд може стићи аутобусима
- линија 94 Блок 45 - Ресник.[6]
- линија 68 (Блок 70 - Зелени венац).[7]
- линија 85 Баново брдо - Борча.[8]
- линија 88 (Земун - Железник).[9]
- линија 18 (Медаковић - Земун).[10]
- линија 601 (Железничка станица Београд–главна - Сурчин).[11]
- линија 708 Блок 70а - Земун поље.[12]